# Петрештиј де Мижлок (Клуж)
Петрештиј де Мижлок (рум. Petreștii de Mijloc) насеље је у Румунији у округу Клуж у општини Петрештиј Де Жос. Oпштина се налази на надморској висини од 521 m.

## Становништво
Према подацима из 2002. године у насељу је живело 180 становника, од којих су сви румунске националности.